# Hari Kunzru

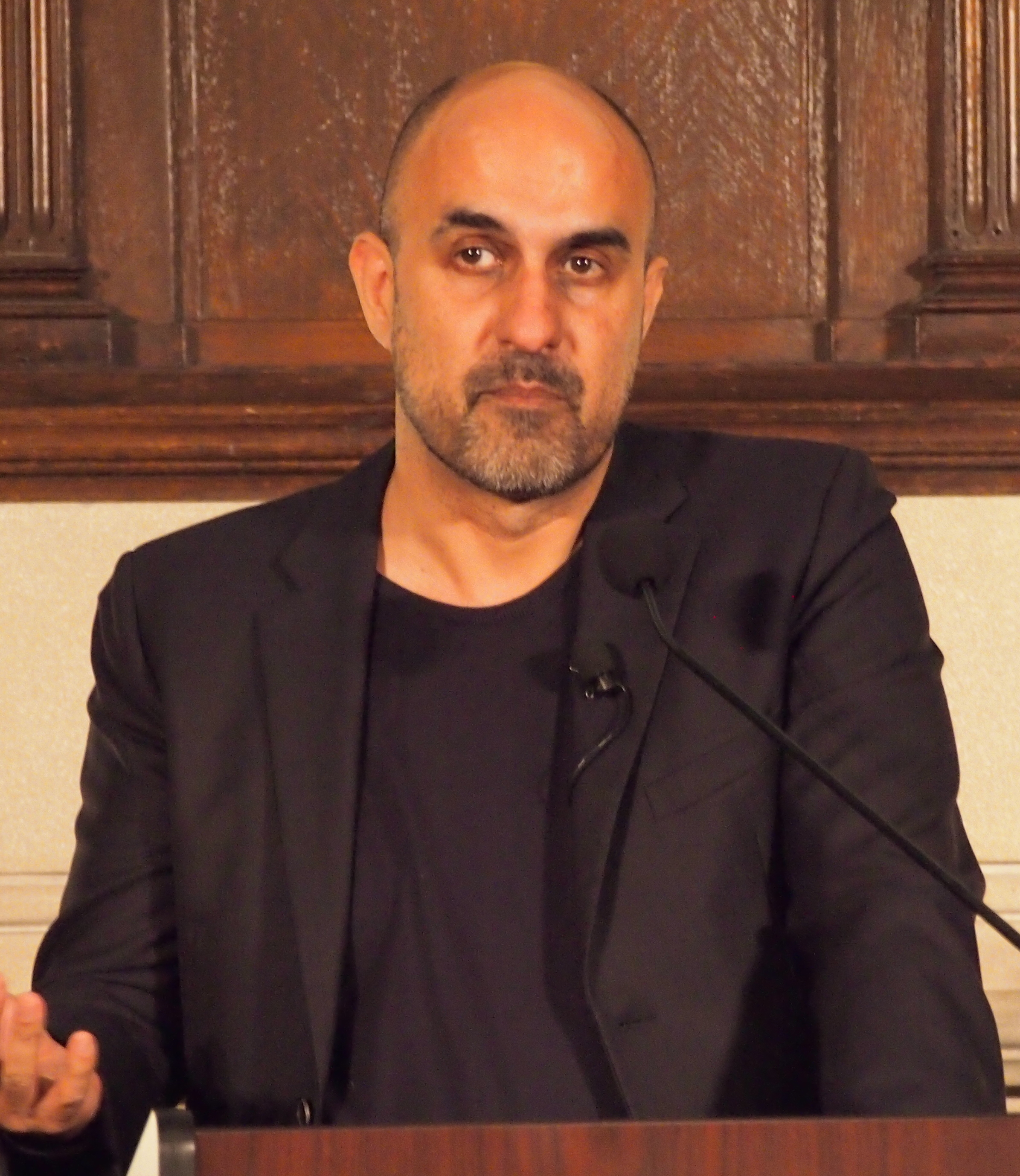
Hari Kunzru, 2017

Hari Mohan Nath Kunzru (* Dezember 1969 in London) ist ein britischer Journalist und Romancier.

## Leben
Kunzru wurde als Sohn einer Engländerin und eines Inders in London geboren und wuchs in Essex auf. An der University of Oxford studierte er Englisch und machte danach einen Abschluss in Philosophie und Literatur an der University of Warwick. Er schrieb für verschiedene englische und internationale Zeitschriften, darunter The Guardian, Daily Telegraph, The Economist, und Wired. The Impressionist war sein erster Roman.
Er wurde vom Observer mit dem Titel Junge Reiseschriftsteller des Jahres 1999 ausgezeichnet und im Jahr 2003 von der Literaturzeitschrift Granta unter die zwanzig besten jungen britischen Romanautoren gewählt. Sein dritter Roman Revolution ist auf Deutsch im Jahr 2008 erschienen. In seinem nachfolgenden Roman White Tears erzählt Kunzru von einer abenteuerlichen und unheimlichen Plattensammler-Reise durch Amerika. Sein Roman Gods without Men (Original 2011) erschien auf Deutsch im Frühling 2020 unter dem Titel Götter ohne Menschen.

## Politische Einstellungen
Im Oktober 2024 gehörte Kunzru zu den Unterzeichnern eines Aufrufs zum Boykott israelischer Kulturinstitutionen, „die an der überwältigenden Unterdrückung der Palästinenser mitschuldig sind oder diese stillschweigend beobachtet haben“.

## Auf Deutsch erschienene Werke
- Red Pill. München: Liebeskind Verlagsbuchhandlung, 2021. ISBN 978-3-95438-134-0 (Red Pill)
- Götter ohne Menschen. München: Liebeskind Verlagsbuchhandlung, 2020. ISBN 978-3-95438-117-3 (Gods Without Men)
- White Tears. München: Liebeskind Verlagsbuchhandlung, 2017. ISBN 978-3-95438-078-7 (White Tears)
- Revolution. München: Blessing, 2008. ISBN 978-3-89667-384-8 (My revolutions)
- Grayday. München: Blessing, 2005. ISBN 3-89667-196-0 (Transmission)
- Die Farben dieser Welt. München: Goldmann, 2004. ISBN 3-442-45719-X
- Die Wandlungen des Pran Nath. München: Blessing, 2002. ISBN 3-89667-195-2 (The Impressionist)